# Naoko Sano
Naoko Sano (japonès: 佐野直子, Sano Naoko; Tòquio, Japó, 1970) és una docent i historiadora japonesa de sociolingüística en francés.
Després d'haver descobert l'occità al Japó, va decidir cursar una part dels seus estudis a la Universitat de Montpeller per poder aprendre la llengua occitana. Va rebre el Premi de la Vocació provençal, lliurat per la Fundació Loís Voland.
Ha treballat a la Universitat de Nagoya